# Lagoa dos Gatos
Lagoa dos Gatos är en kommun i Brasilien.   Den ligger i delstaten Pernambuco, i den östra delen av landet, 1 500 km nordost om huvudstaden Brasília. Antalet invånare är 15 615.
Omgivningarna runt Lagoa dos Gatos är en mosaik av jordbruksmark och naturlig växtlighet. Runt Lagoa dos Gatos är det ganska tätbefolkat, med 83 invånare per kvadratkilometer.